# Chieko Nōno
Chieko Nōno (南野知惠子, Nōno Chieko), née le 14 novembre 1935, est une femme politique japonaise, représentant le Parti libéral-démocrate à la Chambre des conseillers du Japon . Elle est également nommée au poste de ministre de la Justice, au sein des gouvernements Koizumi II et III.

## Jeunesse et carrière pré-électorale
Nōno naît le 14 novembre 1935 à Qiqihar, au Mandchoukouo, état fantoche dirigé par l'Empire japonais. Elle retourne au Japon en 1946, et effectue ses études au lycée préfectoral Kagoshima Konan (en), dans la ville de Kagoshima, dont elle obtient le diplôme en 1954. 
En 1958, elle obtient son diplôme de sage femme du département de médecine de l'université d'Osaka. Après avoir poursuivi ces études au Royaume-Uni, elle entre en poste à l'hôpital préfectoral de Kagoshima. En parallèle, elle occupe le poste d'enseignant dans plusieurs départements, comme celui de technologie biomédicale de l'université d'Osaka, celui de médecine de l'université de Yamaguchi ou à l'université infirmière de la Croix Rouge japonaise (en). Elle est également la directrice adjointe du département des soins infirmiers de l'Université Tōkai. 

## Carrière électorale
Elle se présente en 1992 aux élections à la Chambre des conseillers du Japon (en), représentant le Parti libéral-démocrate sur la liste proportionnelle nationale. Elle est élue à la suite de ces élections à la Chambre des conseillers du Japon.
Elle est réélue à la suite des élections à la Chambre des conseillers du Japon de 1998 (en), et accède à la présidence de la commission de l'éducation et des sciences de la Chambre des conseillers. Elle devient Secrétaire générale adjoint du Parti libéral démocrate en 1999, et est nommée ministre d'État chargée de la Santé, du Travail et des Affaires sociales dans le gouvernement Koizumi I.
Nōno est également réélue en 2004, à la suite des élections à la Chambre des conseillers (en) de la même année. Elle est ensuite nommée au poste de ministre de la Justice, au sein des gouvernements Koizumi II et III, du 27 septembre 2004 au 31 octobre 2005.
En 2010, à la fin de son mandat, elle annonce prendre sa retraite politique, et se voit remettre la récompense de l'Ordre du Soleil levant troisième classe.

## Prises de position
Experte des questions médicales et sociales de par sa formation, elle milite depuis son accès à la chambre des Conseillers du Japon pour lutter contre les violences faites aux femmes.
Elle est également à l'origine de plusieurs lois sur les troubles de l'identité de genre. Ces lois facilitent l'accès aux personnes souffrant de dysphorie de genre d'accéder plus facilement à des chirurgies, ainsi que les procédures de changement de sexe à l'état civil.

## Controverses
Sa nomination au poste de ministre de la Justice déclenche plusieurs controverses, notamment à cause de son inexpériences dans le domaine, qu'elle avoue elle-même au début de son mandat.
Elle est également accusée de collusion par le Parti communiste japonais, après le don de plusieurs centaines millions de yens de la fédération des infirmières du Japon à un groupe de soutien à Chieko Nōno.